# NGC 4237
NGC 4237 (другие обозначения — UGC 7315, MCG 3-31-91, ZWG 98.130, VCC 226, IRAS12146+1536, PGC 39393) — спиральная галактика, находящаяся от Земли примерно в 60 миллионах световых лет, в созвездии Воло́с Вероники.
NGC 4237 относится к флоккулентным спиральным галактикам, которых приблизительно 30 % от всех известных спиральных галактик. То есть, у неё нет упорядоченной структуры, а спиральный узор состоит из отдельных кусков — спиральные рукава не являются непрерывными.

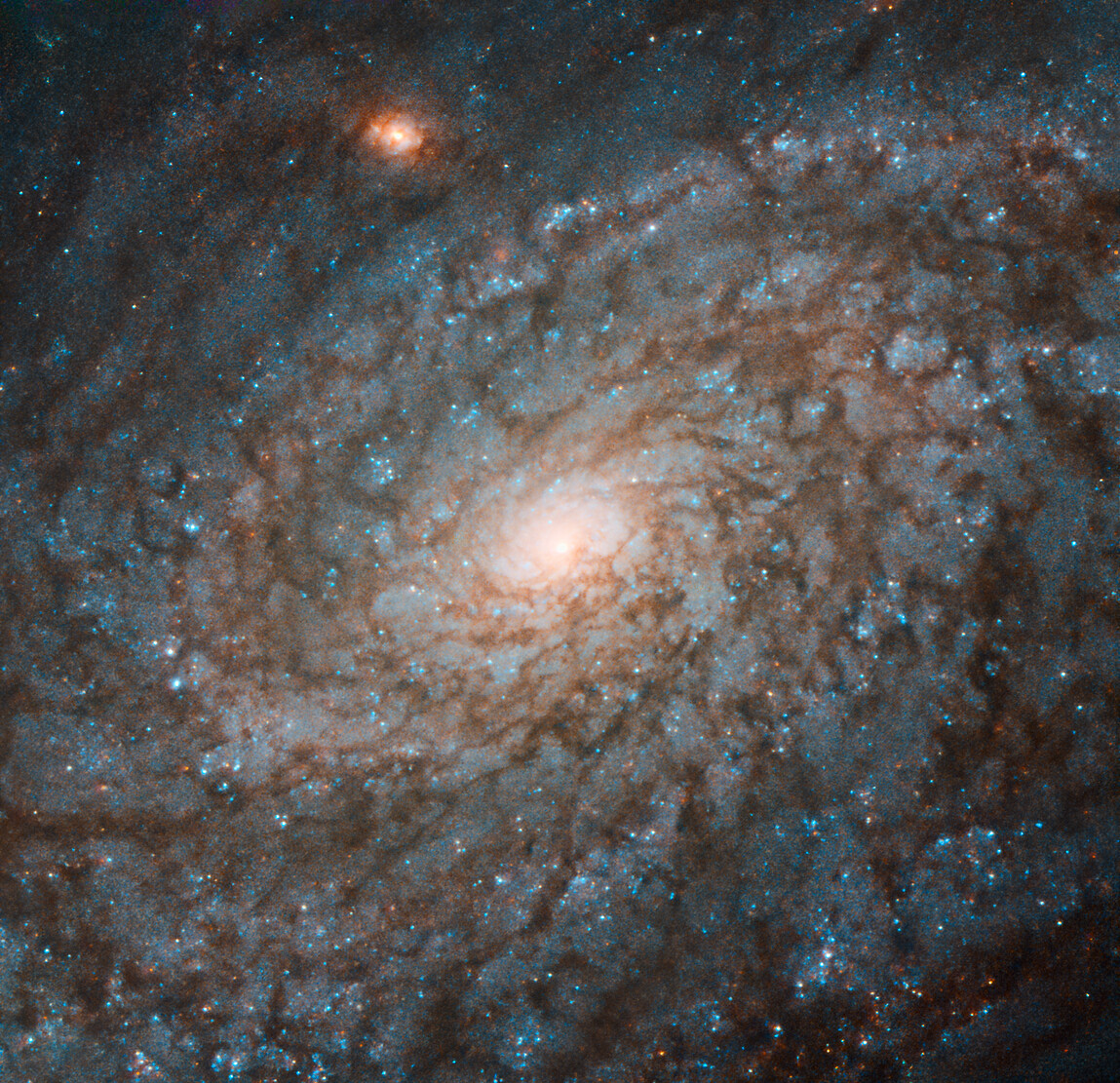
NGC 4237

Этот объект входит в число перечисленных в оригинальной редакции «Нового общего каталога».